# Marxismus Digest

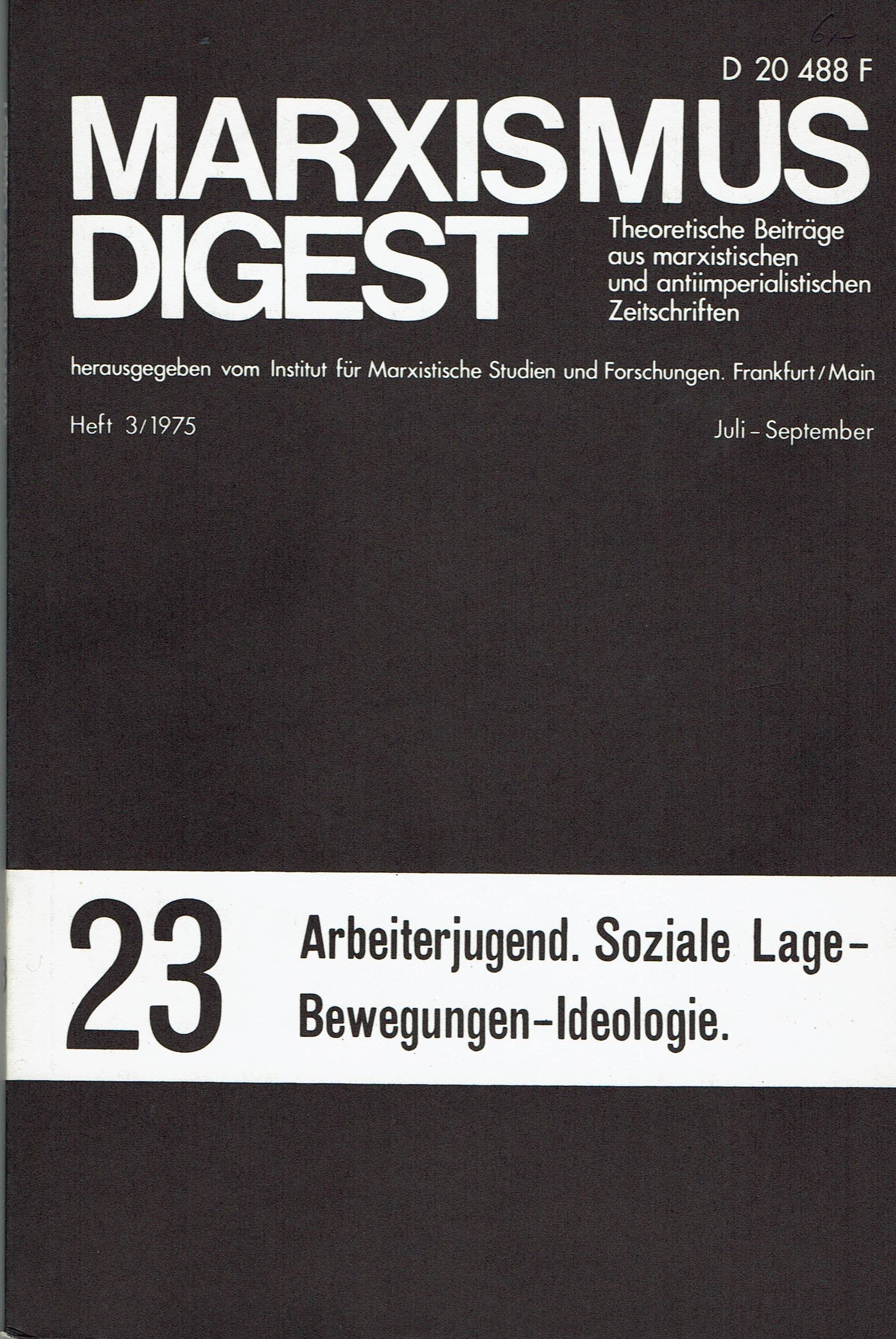
Zeitschrift Marxismus Digest 3/1975

Marxismus Digest. Theoretische Beiträge aus marxistischen und antiimperialistischen Zeitschriften war eine Zeitschrift, die vom Institut für Marxistische Studien und Forschungen herausgegeben wurde. Sie erschien vom 1. Januar 1970 bis zum 31. Dezember 1977 vierteljährlich. Es wurden zu den jeweiligen Themen Übersetzungen von Beiträgen aus marxistischen und antiimperialistischen Zeitschriften des Auslands veröffentlicht. Insgesamt erschienen 32 Ausgaben.

## Verzeichnis der Hefte
1. Staatsmonopolitistische Wirtschaftregulierung - Inhalt, Form, Methoden. (1/1970)
2. Neokolonialismus. (2/1970)
3. Ökonomische Reformen in den sozialistischen Staaten. (3/1970)
4. Friedrich Engels 1820-1970. (4/1970)
5. Wissenschaftlich-technische Intelligenz und Angestellte im Spätkapitalismus. (1/1971)
6. Geschichtstheorie und Geschichtsschreibung. (2/1971)
7. Neue Aspekte der Monopoltheorie. (3/1971)
8. Entwicklung der antiimperialistischen Befreiungsbewegung in der Dritten Welt. (4/1971)
9. Erkenntnistheorie. (1/1972)
10. Strategie und Taktik des antimonopolistischen Kämpfen in den Ländern des staatsmonopolistischen Kapitalismus. (2/1972)
11. Inflation und Währungsprobleme im heutigen Kapitalismus. (3/1972)
12. Zur Soziologie der herrschenden Klasse. (4/1972)
13. Pädagogik und Gesellschaft. Zu Grundkonzeptionen der Pädagogik in den sozialistischen Ländern. (1/1973)
14. Nationalisierung und demokratische Programmierung. (2/1973)
15. Bedürfnisse, Reproduktionsbedingungen der Arbeitskraft und Konsum im Kapitalismus. (3/1973)
16. Zur Kritik der Psychoanalyse. (4/1973)
17. Staat und Herrschaftssystem im heutigen Kapitalismus. (1/1974)
18. Philosophie und Naturwissenschaften. (2/1974)
19. Wachstum und Krise im Kapitalismus heute. (3/1974)
20. Theorie und Praxis sozialdemokratischer Parteien. (4/1974)
21. Technik und Gesellschaft. (1/1975)
22. Allgemeine und zyklische Krise des Kapitalismus. (2/1975)
23. Arbeiterjugend. Soziale Lage - Bewegungen - Ideologie. (3/1975)
24. Kritik der bürgerlichen Wissenschaftstheorien. (4/1975)
25. Probleme der marxistischen Ethik. (1/1976)
26. Städtebau und Städteplanung im Kapitalismus. (2/1976)
27. Die Arbeiterklasse in der Sowjetunion. (3/1976)
28. Weltmarkt und internationale Wirtschaftsbeziehungen. (4/1976)
29. Frauenbewegung und Frauenemanzipation. (1/1977)
30. Ökologie - ökonomische und politische Aspekte des Umweltschutzes. (2/1977)
31. Kultur der Arbeiterklasse - Reproduktion der Arbeitskraft - Neue Bedürfnisse - Freizeit. (3/1977)
32. Staat - Demokratie - Klassenkampf. (4/1977)